# عناية مشددة (مسلسل)
عناية مشددة: مسلسل دراما سوري عُرض سنة 2015. كتابة علي وجيه ويامن حجلي، وإخراج أحمد إبراهيم أحمد.  وحققت مقدمته (الشارة) شهرة واسعة وهي من ألحان رضوان نصري، وغناء المطرب آدم.

## قصة المسلسل
بين عامي 2013 و 2014 تدور مجموعة من القصص الاجتماعية والعاطفية في ظل التحوّلات الدامية التي شهدتها (سوريا) بعد عام 2011 مثل (أبو معتصم) الموظف الحكومي الفاسد وابنته (حنين) التي فقدت زوجها، ومازالت تنتظر عودته، و(ضياء)  خريج الفنون الجميلة الذي يخدم في الجيش، ويقع في غرام مهندسة دمشقية، و(هموم) التي تعمل مع عصابة تحترف التجارة بالأعضاء البشرية، وغيرها من النماذج البشرية المختلفة

## الممثلون
- عباس النوري (أبو معتصم حبيب محفوظ الموظف الحكومي الفاسد)
- ريم زينو (حنين التي تفقد زوجها ويغتصبها هيثم وزكوان)
- فادي صبيح (المقدم رافع)
- محمد قنوع (المقدم قصي)
- محمد الأحمد (العسكري ضياء ابن أبي معتصم)
- رامز الأسود (معتصم)
- مهيار خضور (زكوان)
- أمانة والي (هموم)
- حلا رجب (نهلة)
- أيمن رضا (صبحي ياسين)
- عهد ديب (مايا)
- سليم صبري (كمال بيك)
- طارق مرعشلي (شعبان بيك)
- مصطفى المصطفى (أبو عبد الله)
- لينا كرم (عتاب)
- مرام علي (ليا)
- رهف الرحبي (نغم)
- علي كريم (أبو محمد)
- مهند قطيش (جلال)
- يامن حجلي (هجرس)
- كناز سالم (هيثم)
- سامر الزلم (هاني)
- يامن فيومي (لؤي)

## وصلات خارجية
مقدمة المسلسل، موسيقا رضوان نصري، غناء آدم.